# Brevicornu cognatum
Brevicornu cognatum är en tvåvingeart som beskrevs av Ostroverkhova 1979. Brevicornu cognatum ingår i släktet Brevicornu och familjen svampmyggor. Enligt den finländska rödlistan är arten otillräckligt studerad i Finland. Arten är reproducerande i Sverige. Artens livsmiljö är fjällbjörkskogar. Inga underarter finns listade i Catalogue of Life.